# Optimierte Mischkost
Die Optimierte Mischkost (OMK) ist ein Konzept zur Ernährung von Kindern und Jugendlichen als Grundlage für Ernährungsberatung und Schulungen.

## Geschichte
Die OMK, früher auch bekannt unter dem Akronym OptimiX, wurde am Forschungsinstitut für Kinderernährung in Dortmund Anfang der 1990er Jahre entwickelt. Nach Umzug des Forschungsinstitutes unter das Dach der Klinik für Kinder- und Jugendmedizin der Ruhr-Universität Bochum im St. Josef-Hospital im Jahre 2016, wird die OMK fortgeführt und regelmäßig an die neuesten wissenschaftlichen Erkenntnisse zur Kinderernährung angepasst. Das Forschungsdepartment Kinderernährung (FKE) in Bochum unter der Leitung von Thomas Lücke (Klinikdirektor, Universitätskinderklinik Bochum) arbeitet dabei auch an der Verbesserung im Hinblick auf Nachhaltigkeitsaspekten (Planetary Health Diet) und der Einbettung in die Ernährungstherapie von z. B. Stoffwechselerkrankungen.

## Grundgedanke
Ziel der OMK ist die adäquate Deckung des Bedarfs an Energie und Nährstoffen sowie die Prävention von weit verbreiteten Erkrankungen im Erwachsenenalter. Dabei werden Referenzwerte der Nährstoffzufuhr auf Basis von Erkenntnissen der Deutschen Gesellschaft für Ernährung (ehemals D-A-CH-Referenzwerte für die Nährstoffzufuhr) in lebensmittelbasierte Ernährungsempfehlungen, sogenannte food-based dietary guidelines übersetzt. Die Verzehrsempfehlungen beziehen sich dabei nicht auf einzelne Mahlzeiten oder einzelne Lebensmittelgruppen, sondern betrachten die Ernährung als Ganzes. Die OMK folgt dabei drei grundlegenden, einfachen Regeln (s. unten), um einen realistischen und praxisnahen Rahmen für eine langfristige gesunde Ernährung zu setzen.

## Wissenschaftliches Prinzip
Im Kindes- und Jugendalter werden die Weichen für die Gesundheit im späteren Leben gestellt. Dabei hat das Ernährungskonzept das Ziel, bei adäquater Energiezufuhr und altersgerechter Versorgung mit allen benötigten Nährstoffen die optimalen Voraussetzungen für Gesundheit, Entwicklung, Leistungsfähigkeit und Wachstum sicherzustellen. So hilft die OMK, Krankheiten im Erwachsenenalter vorzubeugen, für die eine falsche Ernährung einen Risikofaktor darstellt, wie z. B. Herz-Kreislauf-Erkrankungen, Übergewicht, Diabetes mellitus Typ 2, Gicht oder bestimmten Krebsarten. Die OMK orientiert sich dabei an den gängigen wissenschaftlichen Nährstoffempfehlungen der Deutschen Gesellschaft für Ernährung (s. u.: 7-Tage-Speiseplan der Optimierten Mischkost).

## Grundlagen der Optimierten Mischkost
Die Lebensmittelauswahl der OMK ist vielfältig und abwechslungsreich. Dabei werden herkömmliche Lebensmittel bevorzugt. Fertigprodukte werden nur in Ausnahmen toleriert. Das Konzept orientiert sich darüber hinaus an den Mahlzeitengewohnheiten (3 Hauptmahlzeiten und 2 Zwischenmahlzeiten) und typischen Ernährungsvorlieben von Kindern und Jugendlichen in Deutschland und ist somit leicht in der Praxis anwendbar.
Rund die Hälfte der Energiezufuhr kommt in der OMK aus Kohlenhydraten, ein Drittel aus Fett und 15 % aus Protein. Die jeweiligen Anteile der Lebensmittel am Gesamtverzehr sind für alle Altersgruppen gleich, die Verzehrmengen ändern sich entsprechend der altersgemäßen Energiezufuhr (s. a. Der 7-Tage-Speiseplan der Optimierten Mischkost (OMK)).

### Drei Regeln der Optimierte Mischkost

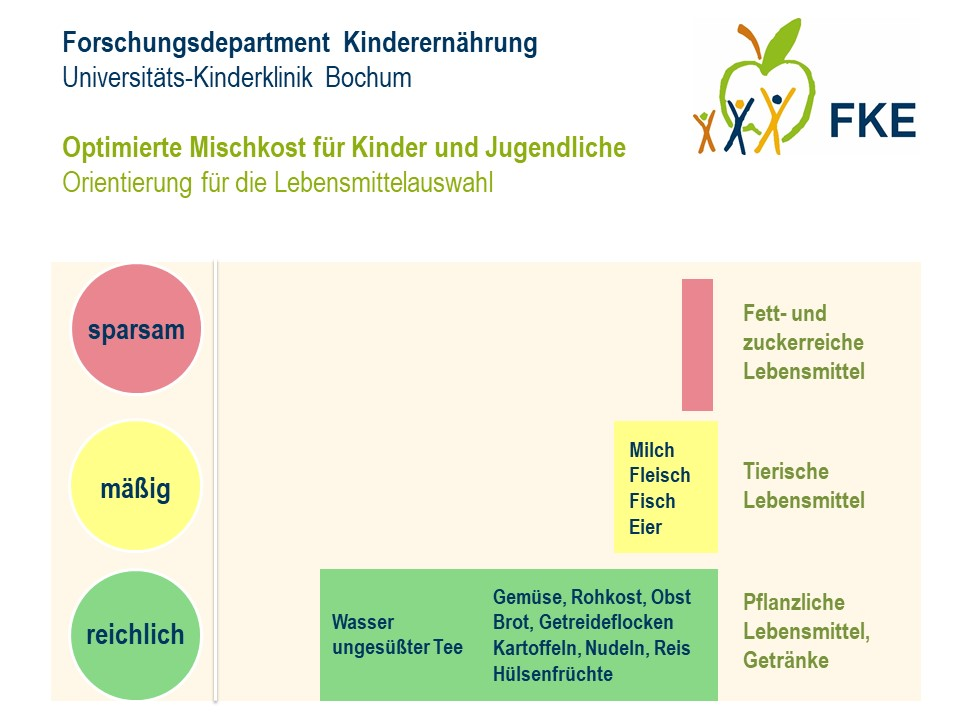
Abbildung 1: Die drei Regeln der Optimierten Mischkost (OMK). Getränke und pflanzliche Lebensmittel werden reichlich (grün) in der OMK verzehrt, tierische Lebensmittel mäßig (gelb) und fett- und zuckerreiche Lebensmittel sparsam (rot).

Der OMK liegen drei elementare Regeln zugrunde (s. Abbildung 1): Neben einer reichlichen Aufnahme von Getränken und pflanzlichen Lebensmitteln sowie einem mäßigen Verzehr von tierischen Lebensmitteln, wird auch Wert auf einen sparsamen Verzehr von fett- und zuckerreichen Lebensmitteln gelegt. Süßigkeiten werden in geringem Maße (max. 10 % der Energiezufuhr) toleriert, um die OMK praxisnah und umsetzbar zu gestalten. Das Regelgetränk in der OMK ist Wasser.

### 7-Tage-Speiseplan der Optimierten Mischkost
Der OMK liegt ein 7-Tage-Speiseplan zugrunde. Dieser umfasst 5 Mahlzeiten am Tag, welche 3 Mahlzeittypen zugeordnet werden können (2 kalte Mahlzeiten, 1 warme Mahlzeit, 2 Zwischenmahlzeiten). Der Speiseplan wurde für die Referenzaltersgruppe der 4- bis 6-jährigen Kinder bei geringer körperlicher Aktivität (PAL = 1,4; 1350 kcal/Tag) erstellt. Der OMK-Speiseplan ist so konzipiert, dass bei der Anpassung der Lebensmittelmengen an den altersgemäßen Gesamtenergiebedarf der Nährstoffbedarf der verschiedenen Altersgruppen (entsprechend DGE, ehemals D-A-CH) gedeckt werden kann. Das wurde erreicht, indem die Nährstoffdichte der OMK (Nährstoffmengen bezogen auf die Energiezufuhr g(mg)/1000 kcal) so optimiert wurde, dass sie in der Regel höher liegt als die höchste benötigte Nährstoffdichte in den verschiedenen Altersgruppen zwischen 1 und 18 Jahren.

### Wege von der realen Ernährung von Kindern und Jugendlichen in Deutschland zur Optimierten Mischkost
(Quellen: )
- mehr pflanzliche Lebensmittel, vor allem Gemüse, Brot, Kartoffeln
- mehr Vollkornprodukte wie Vollkornmehl, Vollkornbrot, Vollkornnudeln oder Vollkornreis anstelle von hellen Produkten
- weniger Süßigkeiten und zuckergesüßte Getränke

## Praktische Umsetzung
In der OMK werden die in Deutschland üblichen Mahlzeitengewohnheiten und bekannte Essensvorlieben von Kindern und Jugendlichen berücksichtigt. So werden bei Kindern beliebte Rezepte in den Speiseplan eingebettet. Weiterhin sind z. B. Süßigkeiten und Fast Food in Maßen erlaubt, was die realistische Umsetzbarkeit gewährleistet. Die OMK ist darüber hinaus durch den Einsatz herkömmlicher Lebensmittel preisgünstig.
Das Ernährungskonzept OMK ist nicht als Diätplan gedacht, sondern als Rahmen, innerhalb dessen eine gesunde Ernährung im Alltag umgesetzt werden kann.

## Weiterentwicklung
Im Jahr 2024 wurde eine Anpassung der OMK an die nachhaltige Ernährungsstrategie der Eat-Lancet Kommission (Planetary Health Diet) vorgenommen und dabei im ersten Schritt die Mengen von Nüssen, Hülsenfrüchten, grünem Gemüse und Vollkorn erhöht und die Mengen von Kartoffeln und rotem Fleisch im Speiseplan verringert.